# Shang-Chi and the Legend of the Ten Rings
Shang-Chi and the Legend of the Ten Rings er en amerikansk superheltfilm fra 2021 baseret på Marvel Comics med karakteren Shang-Chi. Filmen er instrueret af Destin Daniel Cretton og er den femogtyvende film i Marvel Cinematic Universe.

## Medvirkende
- Simu Liu som Shang-Chi
- Tony Chiu-Wai Leung som Xu Wenwu
- Awkwafina som Katy
- Meng'er Zhang som Xialing
- Michelle Yeoh som Ying Nan